# アバターコース

アバターコースまたはアバターメソッド、アバターは、ハリー・パルマーによって開発され、パルマーが創設し所有するスターズ・エッジ社の自己啓発セミナーである。
アバターコースは世界72カ国で教えられ22カ国語に翻訳されている。2013年11月現在、世界中に25,000人を超えるアバターマスターがおり、10万人以上がアバターコースを修了している。アバターコースを体験した元受講者や元アバターマスターの中には、全ての過程を終了するのに、宿泊費・旅費・受講料合わせて200万円にも達する高額な出費や勧誘、プログラム内容に関して体験談や分析を通して、被害や問題を指摘する者もいる。
また、フランス国民議会のカルトに関する議会委員会がカルト(セクト)として調査分析の上アバターコースの規模、金銭、幹部のアバターマスターの行動を報告するなど、アバターコースが政府機関の文書に記載されることがある。開発者のハリー・パルマーは、被害や問題点の指摘と政府機関の調査についてアバターコース関連書籍で反論している。また、コラムニストやカルト学会でのレポート、犯罪学者、反サイエントロジー(アメリカの新興宗教)サイトなどが、アバターコースの問題点と、ハリー・パルマーがアバターコース開始直前まで10年間活動していたサイエントロジーとの類似点や、当時のパルマーの活動内容について指摘している。

## 概要
アバターコースは1986年にハリー・パルマーによって創り出され、人は自分が信じていることを経験するという考えを前提としている。もともとパルマーがサイエントロジーの商標を用いて行っていたライセンス事業を発展させたもので、アバターコースの創設にあたっては、サイエントロジーとの間で訴訟が起きている。
アバターコースを運営するスターズ・エッジ社は表立ってアピールすることはないが、新たな受講者を勧誘した既受講者には、受講料から一定割合のコミッション料が支払われる。また、新規受講者を獲得したアバターマスターは、セミナー期間中に受講者に原則付き添わなければならないなど、他の自己啓発セミナーとは異なるシステムをとっている。

### セミナーの各セクションと料金
アバターコースの参加費については受講料のみで、交通費や宿泊費は別になる。5つのセクションしかなかった頃に、アメリカ国内からの参加で、すべてのセクションを受講するには合計20,000ドルかかった。
セクションIは2日間のセミナーで、受講料は34,500円かかる。パルマーの本〝Living deliberately”(リビング・デリバレイトリー:アバターの発見と開発) Resurfacing: Techniques for Exploring Consciousness(リサーフェシング 意識を探検するテクニック) を使用する。進むかどうかは個人の選択に任されているが、セクションIが終了すると7日間かかるセクションIIとIIIを取るように勧誘を受ける。セクションIIとIIIのマニュアルは非公開で、生徒は受講前に秘密保持の同意書にサインしなくてはならない。セクションIIとIIIのコストは、参加するのにそれぞれ100,000円と200,000円である。
セクションIIとIIIが完了すると、全ての生徒は追加のセクションに招待される。4番目のセクションは"アバター・マスターコース"と言い、追加の構成要素とどうやって"アバターマスター"になるかを学ぶ。受講料3,000ドルで10日間かかる。このセクションからスターズ・エッジ社が教える。
5番目のセクションはプロフェッショナルコースと呼ばれ、7日間で2,500ドルかかる。
6番目のセクションは参加するために7,500ドル必要なウィザードコースである。このコースは、霊的、心理的、そして身体的な問題さえも取り除き、または人間界と霊界の間から問題が来ているいう視点から来る苦しみを除外する"実体取り扱い手順"(The Entity Handling Procedure)と呼ばれる工程で最高潮に達する。(サイエントロジーの"Body Thetans"と比較)
多くのセクションIVとセクションVコースはアメリカ合衆国フロリダ州オーランドで行われ、工程は非公開(独占所有)として扱われている。

## アバターマスター
アバターマスター(教育者)を訓練し、世界でアバターコースを行うライセンスを与える。1986年10月15日にアバターコースの初めてのバージョンが開始され、セクションは徐々に増え、2008年時点で5つのセクションがあった。現在では6つあり、ライセンスされたアバターマスターは最初の3つを教え、スターズ・エッジ社がその先の3つの部門を教える。

### アバターウィザード
アメリカテキサス州のコラムニストRoahn Wynarによれば、"ウィザード"と呼ばれるようになるには、アバターコースからウィザードコースまで受講し、アメリカ国内からの参加で旅費や宿泊費も合計すると20,000ドルかかるが、アバターを"届ける"(deliver)ライセンスを受け、自らの生徒の受講料から85パーセントをもらえる。アバターウィザードは、自身の生徒がアバターマスターになるとボーナスをもらえる。

## 新興宗教サイエントロジーのバックグラウンド
創設者のハリー・パルマーは、自己啓発セミナーに似たカルト教団としてその洗脳行為が論争になる新宗教(新興宗教)であるサイエントロジーのプログラムを少なくとも10年間運営したが、パルマー自身とサイエントロジーの関連を小さく扱う。例えば、彼が「教えた学校区での短い期間に、あるプログラムの調査をした」と言う。

### サイエントロジー・エルマイラ・ミッション
パルマーと、パートナーのAvra Honey-Smithの両方が、長年サイエントロジーの学習をし、上級レベルを得ていった。1974年から、少なくとも1984年まで、ハリー・パルマーは、ニューヨーク州エルマイラで、公式にサイエントロジーのサイエントロジー・ミッション(Scientology mission)を運営していた。
1975年、エルマイラ・ミッション(Elmira Mission)は、サイエントロジー教会エルマイラ・ミッションの名の下に編入され、L・ロン・ハバードが所有、管理していたサイエントロジーの商標やサービスマークを全て使えるライセンスを得た。その交換として、パルマーは、ミッションの収入を、サイエントロジーへの十分の一税として10%支払った。
6年後、ハバードは、サイエントロジーの商標権利を宗教技術センター(Religious Technology Center)に譲渡した。 宗教技術センターは、直ちにライセンス料を上げ、1982年9月9日にパルマーは、サイエントロジーの商標の継続利用のために、エルマイラ・ミッションに収入の15%支払を求める新しいライセンス同意書にサインした。
1984年、パルマーはサイエントロジー教会への一切の支払を中止した。60,000ドルを超える未払いに対し、サイエントロジー教会は、パルマーとエルマイラ・ミッションに対し、商標不正使用の訴訟を起こした。
サイエントロジー教会の申し立ては認められ、合意の詳細は封印(seal)された。
この当時、パルマーは、最初のアバター関連教材を出した。その中に、ソートストーム・マニュアル(Thoughtstorm Manual)がある。
1998年2月28日(パルマーが負けた訴訟の中で)、パルマーは、エルマイラ・ミッション社の名称変更に言及した(1987年3月11日に、アメリカ合衆国連邦裁判所の命令に従い、クリエイティブ・ラーニング・センターに変更していた。)。

### サイエントロジー用語とアバターコース
原版のアバター教材は、サイエントロジー用語(Scientology terminology)を広範囲に使用していた。ハリー・パルマーは、他のサイエントロジー会員にそれらを売り、"end of case"を得、サイエントロジー・ブリッジ(Scientology Bridge)をすべてカバーしたと述べた。2008年現在、サイエントロジー用語の多くが、アバターコースでも使用され続けている、"ランダウン"(Rundown)、"アイデンティティ"、"ハンドリング"などがそれである。アバターコースは、サイエントロジーと同じ名前で、類似のコース"Integrity Course"や"プロフェッショナルコース"を提供している。
この歴史に加えて、方針、構造、秘密、上級レベルに教えられる教義はサイエントロジーに類似し、ヨーロッパの新聞記事は、パルマーのアバターコースを"サイエントロジーLite"(サイエントロジー軽量版)としている。この用語は、テキサス州のコラムニストRoahn Wynarが考え出した用語である。また、スイスの社会学者で、「カルト問題情報と助言協会」(Infosekta)のスタッフであるフィリップ・フラマーは、アバターコースをニューエイジ変形団体と表現している。

## 銀河連合とアバターコース
1991年、最初のウィザードコースで、ハリー・パルマーは、銀河系の意識の歴史について、物語を紹介した。「25,000年前・・・銀河連合の始まりは」から始まる物語は、ハリー・パルマー版銀河連合(サイエントロジーの考え方の一つ)を含み、地球を、生命とともに作られた惑星のひとつとして描写し、人類が光合成を止める"破滅爆弾"(blight bomb)をもって自身を破壊する危険を暗示した。その物語の紹介と最後のコメントは、パルマーはその話を象徴的ではなく、事実を代表していることを示した。
パルマーが話した地球外の知識や、たまに起きる地球外の経験は、生命が銀河系に広がっていく様子を記録した"The Translurian Record"(ルリアン間記録:ルリアンは星の名前と思われる)からの抜粋など様々な参考資料がある。そして、スタートレックで言う"Prime Directive"(最優先指令書・宇宙での規約)に相当するものを直接読んだと述べた。

## 政府の文書でアバターコースがセクトとされた例
アバターコースは、フランス国民議会の委員会報告書によって、創価学会、サイエントロジー、統一教会などの新興宗教や、ランドマーク・エデュケーション、シルバメソッドなど自己啓発セミナーと並んでセクト（カルト）として言及された。例として以下の議会報告が挙げられる。

### フランス国民議会カルトに関する議会委員会報告(1995)
1995年のフランス国民議会カルトに関する議会委員会では、フランス国家警察の情報機関総合情報局が、UNADFI(カルトの被害者と家族を守る協会の全国連合)など、複数のカルト監視グループと共同で報告書を編集した。
報告では、アバターコースを、"追随者(信者)50人から500人のセクト運動(Mouvements sectaires de 50 à 500 adeptes)"のリストに掲載した。

### フランス国民議会カルトの財務、所有物、収益、同様にそれらの経済活動、経済・金融の関わりに関する公聴委員会報告(1999)
1999年のフランス国民議会カルトの財務、所有物、収益、同様にそれらの経済活動、経済・金融の関わりに関する公聴委員会報告は、カルトと金銭に関するフランス議会報告で、委員会が30数団体に注意を集中させ調査した。
1999年の議会委員会報告"カルトとお金(Les sectes et l'argent)"の、PART II: カルトの影響: 否定できない経済的、財政的重みにおいて、"職業訓練市場で最も活動的なカルト"として、サイエントロジー、ランドマーク・エデュケーションに続いて、「アバターメソッド」(La méthode Avatar)節を設けて、アバターコースのなりたちから、フランス国内での活動状況、参加費用、合計で集めた額が2,013,449フランス・フランであったことを記述し、カルトのメソッドが公共から多額の資金を集める例とした。1999年の議会委員会報告では、複数の地方紙で、アバターコースのフランスでの代表Coudeyrasが運営する催眠療法やリラクゼーション・セラピーなどに関する団体による、広告掲載を発見したと言及、最後に委員会がノール＝パ・ド・カレー地域圏のアバターマスターClaire Delevが主導する活動Synthésisにも注視したことを報告している。アバターコースに続いて、Au Coeur de la Communication、シルバメソッド、Insight Seminarsの3団体が続いて報告された。また、同じくPART IIの別の箇所では、アバターマスターが30%から40%をスターズ・エッジ・インターナショナル社に送っていることを記述した。

### カルト問題情報と助言協会 (スイス)
スイスチューリッヒ市とチューリッヒ州の支援を受けている「カルト問題情報と助言協会」(Infosekta)は、1996年、1998年、1999年、2001年、2002年、2003年のカルトに関する活動報告でアバターコースの名前を挙げている。また、社会学者でInfosektaのスタッフであるフィリップ・フラマーは2000年のレポートで、カルトグループに関する問合せ件数の表を作成した。単に情報を目的とした問い合わせのほかに、決断への助言や問題解決への助言を求めるカウンセリングケース("Bケース"と呼んでいる)があり、アバターコースについては74件の問合せ中29件のBケースがあり、サイエントロジーへの問合せ(554件中Bケース227件)が最も多い「秘伝グループ」で5番目だった。フラマーは、アバターコースをニューエイジ変形団体と表現している。

## アバターコース創設者の受けた教育と学歴証明
1991年に、パルマーの会社から発効されたアバタージャーナルと関連するウェブサイトは、パルマーの学歴をElmira Collegeの教育心理学博士号や教育心理学専攻と述べ、パルマーのことを教育心理学者と描写し始めた。パルマーは自身の著作Living Deliberateryのなかで、Ithaca CollegeのTriplum Programで教育心理学を専攻したと述べた。事実としては、パルマーはIthaca Collogeから、英語学士を1969年に受け、1971年に教育学修士号を取得し、高等学校での英語教師の資格を得た。Ithaca CollegeとElmira Collegeのどちらも、学内で教育心理学コースを持ったことがなく、IthacaのTriplum Programにも、教育心理学があったことは一度も無い。
フロリダ州厚生省(Florida Department of Health)は、2005年/2006年にハリー・パルマーの学歴に関する信用調査を行った。フロリダ州厚生省は、パルマーが不法に"心理学者"と言う用語を使用したことを発見し、停止命令(Cease and desist)同意書にサインをさせた。しかしながら、2007年現在、いくつかのスター・エッジ社のウェブサイトでは、停止命令に従っていない。2008年、連邦、州の政府は、この件でハリー・パルマーに罪状を求めないことに決めた。

## スターズ・エッジ社への批判とハリー・パルマーの反論
アバターコースには、元受講生や元アバターマスター、コラムニスト、国際カルト学会会員、犯罪学者などから、問題点の指摘があり、フランス政府機関のカルトに関するレポートで調査報告されている。これらの批判や指摘に対し、創設者のハリー・パルマーまたはスターズ・エッジ社から反論があれば、その反論も記述する。

### 元受講者や元アバターマスターの被害や問題の体験談や指摘について
アバターコースを体験した元受講者や元アバターマスターの中には、全ての過程を終了するのに、宿泊費・旅費・受講料合わせて200万円にも達する高額な出費、勧誘したアバターマスターやアバターウィザードに報酬を与える営業構造、サイエントロジーと共通した宗教性、洗脳が行われているとして国際的に批判の多いサイエントロジーと類似したプログラム内容などについて、体験談や分析を通して、被害や問題を指摘する者もいる。開発者のハリー・パルマーは、彼らが被害や問題を指摘するに至った経緯について、スターズ・エッジ社がいかに不公平かを説明することで、自分の誠意の無さやコミットメントの無さを正当化しているだけで、スターズ・エッジ社の価値を下げ、自分が盗んでいる相手は、聖人ではなく泥棒で、自分の罪は軽いと感じたがっていると説明している。

### フランス政府の公的機関がカルトとして調査報告していることについて
フランス国民議会のカルトに関する議会委員会が、セクト（カルト）として、調査、分析の上、アバターコースの規模、金銭、幹部のアバターマスターの行動を報告するなど、政府機関や研究者などが、アバターコースの問題点と、ハリー・パルマーが10年間活動していたサイエントロジー(アメリカの新興宗教)との類似点を指摘している。このうち、政府機関がカルトとして調査報告していることについて、ハリー・パルマーは、アバターコースは洗脳を行わず、逆に洗脳しているのは国や組織の方で、これらの機関は人の心理を極端に支配したいと考えることがあるためと述べている。

### 学歴の矛盾について
アバターコースの関連資料では、パルマーの学歴をElmira Collegeの教育心理学博士号や教育心理学専攻と述べ、パルマーを教育心理学者と描写していた、パルマー自身も著作で、Ithaca CollegeのTriplum Programで教育心理学を専攻したと述べたが、両方の学校で教育心理学コースは存在しなかった。フロリダ州厚生省(Florida Department of Health)は、2005年/2006年にハリー・パルマーの学歴に関する信用調査を行い、パルマーが不法に"心理学者"と言う用語を使用したことを発見し、停止命令(Cease and desist)同意書をパルマーにサインをさせた。

### サイエントロジーでの経歴や宗教的な類似点について
パルマーとパートナーのアブラは、共に少なくとも10年間サイエントロジーのプログラムを運営していた。アバターコースで使用されるプログラム内容も共通性があり、アバターコース教材やプログラムの名前にもサイエントロジー用語がそのまま使用されている。また、銀河連合など、地球外の知識や経験についてもサイエントロジーと類似している。